# Hustořadec vranečkový

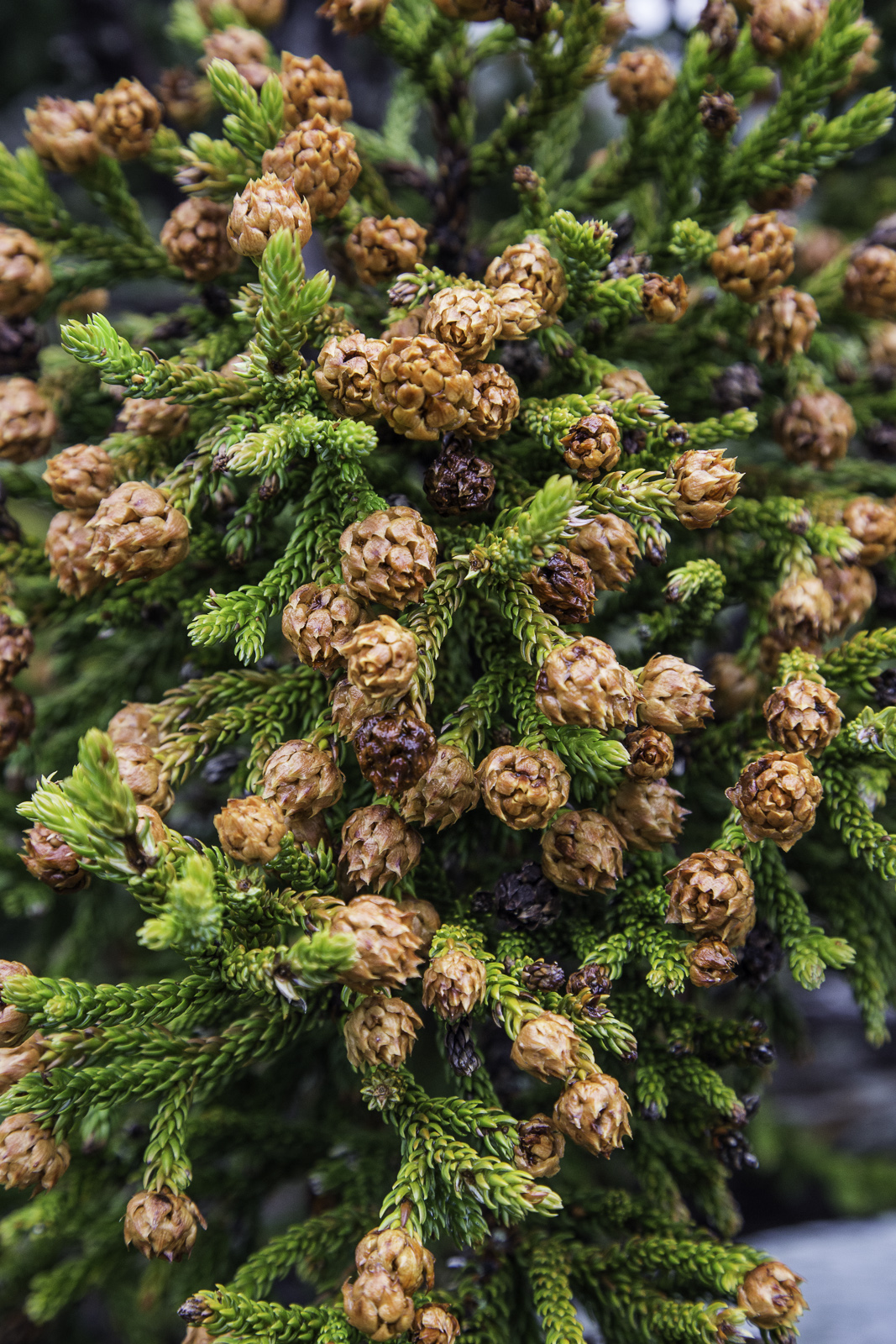
Větve obtěžkané šiškami

Hustořadec vranečkový (Athrotaxis selaginoides) je vždyzelený, jednodomý strom, druh z rodu hustořadec. Je endemitem Tasmánie, kde se přirozeně vyskytuje pouze na vysočině v západních a jihozápadních částech ostrova. Roste na výše položených místech s velkou vzdušnou vlhkostí a klimatem ovlivněným plochami nepříliš vzdáleného Jižního oceánu. Půda v těchto místech bývá kyselá, rašelinná a obvykle trvale vlhká.

## Popis
Štíhlý strom, s kmenem vysokým až 30 m a tlustým do 1,5 m a s poměrně malou korunou. Na místech s kamenitou a neúživnou půdou může mít i tvar malé a křivolaké keřovité dřeviny. Jeho tmavě načervenalá kůra je mírné zbrázděná a odlupuje se v pruzích, vzpřímené větvičky jsou hladké a spirálově porostlé světle zelenými, osinovitými listy. Jsou 6 až 8 mm dlouhé, kožovité, vejčitě kopinatého tvaru a volně se překrývají, průduchy mají po obou stranách. Jsou lesklé, volné a odstávající, asi 10 mm dlouhé a 2 mm široké, celokrajné vrcholek mají zašpičatělý a zespod mají dva zřetelné modravě bílé pruhy. Listy rostoucí ve stínu bývají delší a širší.
Samčí šištice jsou jehnědovité, rostou na konci krátkých větviček, mají spirálovitě uspořádané prašníky se dvěma prašnými pouzdry. Na krátké stopce rostoucí samičí šištice jsou oranžově hnědé, kulovité, na plodné šupině mívají dvě až čtyři vajíčka. Jsou to sice pomalu rostoucí, ale dlouhověké stromy; nejstarší změřený strom již má téměř 800 let.

## Využití
Dřevo se žlutým bělem má jádro růžové až červenohnědé, je velmi měkké, snadno opracovatelné a odolné proti hnilobě. Dá se lehce ohýbat, v minulosti se používalo pro truhlářské výrobky, dělaly se z něho kádě, stavěly lodě a používalo se na ozvučné desky hudebních nástrojů. V současnosti se pro malou četnost a vzácnost komerčně nevyžívá.

## Ohrožení
Populace tohoto druhu je velmi roztříštěna a v řádu 100 let došlo k jejímu snížení o více než 40 %. Noví přirozeně vyrostlí jedinci jsou v přírodě vzácní. Přestože asi 85 % stromů roste v chráněných oblastech, jsou i nadále ohrožovány nezvládnutelnými lesními požáry. Hustořadec vranečkový je proto podle Červeného seznamu IUCN považován za zranitelný druh.